# Komitet Kaukaskich Konfederalistów
Komitet Kaukaskich Konfederalistów (ros. Комитет кавказских конфедералистов) – emigracyjna kaukaska organizacja polityczna w poł. lat 20. XX wieku
Komitet został utworzony w październiku 1924 r. w Stambule na bazie Rady Trzech, w skład której wchodzili przedstawiciele Azerów, Gruzinów i Górali kaukaskich. Byli to: ze strony gruzińskiej Aleksandr Asatiani, Dawid Wacznadze, Michaił Cereteli i Noe Żordania,  ze strony azerskiej Chorsow-bek Sułtanow, Fuad Emirdżan i Szejch Ul-Islam oraz ze strony północnokaukaskiej Wassan-Girej Dżabagijew, Alichan Kantemir i Ajtek Namitok. W skład prezydium weszli D. Wacznadze, Ch. Sułtanow i W. G. Dżabagi. Duży wpływ na powołanie organizacji miał Roman Knoll, wysłannik władz Polski w Turcji. Było to częścią polityki tzw. prometeizmu, zmierzającej do rozbicia Rosji Sowieckiej poprzez wspieranie dążeń niepodległościowych narodów nierosyjskich. Od marca 1925 r. Komitet był regularnie finansowany przez polskie władze, co umożliwiło rozwinięcie aktywniejszej działalności. Postanowiono nawiązać kontakty w republikach sowieckich, dlatego do A. Kantemir został skierowany Karsu, D. Wacznadze w rejon Artvin-Ardahan-Hopy, zaś Ch. Sułtanow do Iranu. Nie wiadomo jednak, jak te misje zakończyły się. Dużą część działalności Komitetu zajęły też prace przygotowawcze związane z ideą konfederacji kaukaskiej. W tym samym czasie polscy przedstawiciele w Turcji R. Knoll i Tadeusz Hołówko podejmowali wysiłki, aby do Komitetu weszli reprezentanci innych narodów kaukaskich (przede wszystkim Ormian), a także rządów kaukaskich na obczyźnie, mających swoje siedziby w Paryżu. Doszło do tego ostatecznie po objęciu władzy w Polsce przez Józefa Piłsudskiego w wyniku tzw. zamachu majowego w 1926 r. W rezultacie 15 czerwca tego roku powstał w Stambule Komitet Niezawisłości Kaukazu.